# شهرستان جیکومبی
شهرستان جیکومبی (به لاتین: Gicumbi District) یک منطقهٔ مسکونی در رواندا است که در استان شمالی (روآندا) واقع شده‌است. شهرستان جیکومبی ۸۲۹ کیلومتر مربع مساحت و ۳۹۵٬۶۰۶ نفر جمعیت دارد.